# 松本梨奈
松本 梨奈（まつもと りな、1993年〈平成5年〉9月3日 - ）は、日本の元アイドルであり、女性アイドルグループ・SKE48の元メンバーである。
愛知県出身。元AKS所属。

## 略歴
- 2009年3月29日、『SKE48第二期メンバーオーディション』に合格。同年4月25日、『「神公演予定」* 諸般の事情により、神公演にならない場合もありますので、ご了承ください。』においてSKE48 チームKIIとして初披露。
- 2012年1月25日、8thシングル「片想いFinally」で初選抜。
- 2013年、5月から6月にかけて実施された『AKB48 32ndシングル選抜総選挙』では41位で、ネクストガールズに選出された[1]。
- 2014年2月20日、チームKII公演においてSKE48の活動を卒業することを発表[2]。同年4月29日に行われた個別握手会をもってSKE48としての活動を終了した。

## 人物
- 愛称は、まつりな[3]。公式ニックネームも、まつりな。以前は「りーな」だったが、メンバーやファンから「まつりな」と呼ばれる場合がほとんどだったため、公式プロフィール上のニックネームも変更された。
- キャッチフレーズは、「ふんわりモードであなたを見つめたい　いつもスマイリーな〇歳の松本梨奈です」。
- SKE48アイドル研究会会員1番。
- 平田璃香子と「チーム妖精」を結成している。「羽豆岬」PV撮影のときに仲良くなった[4]。
- 仲が良いメンバーは古川愛李、平田璃香子、向田茉夏、上野圭澄など。
- 好きな食べ物は、よく冷えたメロン。人参が苦手で、ぶつ切り（厚く切ったもの）が食べられない。
- 料理が得意。レシピを見ればなんでも作れるとのこと。
- 特技はクラリネット。
- ブログの最後の署名は「(＊´∪｀)RINA」[5]。
- 単独行動が好きで、一人で行動することが多い。
- チームSの後藤理沙子と共に安田大サーカスのクロちゃんの推しメンバーの1人でもある。

## SKE48在籍時の参加楽曲

### シングルCD選抜曲
- 「青空片想い」に収録
  - バンジー宣言 - チームB.L.T.名義
- 「ごめんね、SUMMER」に収録
  - 羽豆岬 - アンダーガールズB名義
- 「1!2!3!4! ヨロシク!」に収録
  - コスモスの記憶 - 白組名義
- 「バンザイVenus」に収録
  - 卒業式の忘れもの - 白組名義
- 「パレオはエメラルド」に収録
  - ときめきの足跡 - 白組名義
- 「オキドキ」に収録
  - バズーカ砲発射! - 白組名義
- 片想いFinally
- アイシテラブル!
- 「キスだって左利き」に収録
  - 体育館で朝食を - 白組名義
- 「チョコの奴隷」に収録
  - 冬のかもめ - 白組名義
- 「美しい稲妻」に収録
  - 2人だけのパレード - Team KII名義
- 「賛成カワイイ!」に収録
  - カナリアシンドローム - 白組名義

AKB48名義
- 「ギンガムチェック」に収録
  - あの日の風鈴 - ウェイティングガールズ名義
- 「恋するフォーチュンクッキー」に収録
  - 今度こそエクスタシー - ネクストガールズ名義

### アルバムCD選抜曲
SKE48名義
- 『この日のチャイムを忘れない』に収録
  - 叱ってよ、ダーリン! - チームKII名義
  - ヘビーローテーション - チームKII名義

AKB48名義
- 『ここにいたこと』に収録
  - ここにいたこと
- 『1830m』に収録
  - 青空よ 寂しくないか?

### 劇場公演ユニット曲
チームKII 1st Stage「会いたかった」公演
- ガラスのI LOVE YOU
- 背中から抱きしめて
- リオの革命
- スカート、ひらり

 チームKII 2nd Stage「手をつなぎながら」公演
- この胸のバーコード
- 雨のピアニスト
※古川愛李、内山命のユニットアンダー

チームKII 3rd Stage「ラムネの飲み方」公演
- クロス
- 眼差しサヨナラ ※
※小木曽汐莉のユニットアンダー
- 嘘つきなダチョウ ※
※山田澪花のユニットアンダー

チームKII 4th Stage「シアターの女神」公演
- キャンディー
- 初恋よ こんにちは ※
※柴田阿弥のユニットアンダー

## 出演

### バラエティ
- SAKAE TA☆RO（2009年4月14日、中京テレビ）
- 週刊AKB（2009年10月9日・16日・2010年4月9日、テレビ東京）
- よゐこ部（2010年9月21日、MBS）
- SKE48のアイドル×アイドル（2010年12月20日・27日、中京テレビ）
- イッテ♡恋48（2011年5月1日 - 、tvk）
- SKE48の世界征服女子（2011年10月3日 - 2012年5月30日・不定期出演、中京テレビ）

### ラジオ
- SKE48 観覧車へようこそ!!（2010年1月18日・3月22日・29日・5月17日、CBCラジオ）
- SKE48♥1+1は2じゃないよ!（2010年11月20日、東海ラジオ）

### ネット配信
- SKE48の私立SPA!学園（2011年9月12日・2012年2月22日、ニコニコ動画）
- 学校の怪談 第5話「人体模型」（2012年8月、BeeTV）